# Stepa Tarutino
Stepa Tarutino (în ucraineană Тарутинський степ) este o rezervație peisagistică de importanță locală din raionul Bolgrad, regiunea Odesa (Ucraina), situată lângă satul Cleaștiț, și aflată în totalitate pe teritoriul comunei menționate. Este una dintre cele mai mari arealuri conservate ale ecosistemului de stepă din Ucraina.
Suprafața ariei protejate este de 5,200 de hectare și a fost creată la 26 aprilie 2012 prin decizia consiliului regional Odesa. Rezervația a fost constituită pentru a proteja ecosistemele încă păstrate de stepă cu vegetația tipică, inclusiv păiuș, „iarbă de pene” și unele sectoare de pășuni native păstrate. Printre animalele distribuite aici sunt aproape 40 de specii sunt listate în Cartea Roșie a Ucrainei, aria fiind deosebit de importantă pentru conservarea speciilor rare de păsări de stepă și pentru șoarecele sudic de stepă, a cărui populație în rezervație este una dintre ultimele din Ucraina.

## Floră și faună
Unele dintre speciile rare de animale și floră care există în rezervație:
Plante
- Stipa capillata
- Stipa lessingiana
- Stipa pennata
- Pulsatilla pratensis
- Astragalus dasyanthus
- Ornithogalum oreoides
- Crocus reticulatus
- Bulbocodium versicolor

Animale
- Șarpele rău
- Șarpe cu patru dungi
- Șoarece săritor de stepă
- Dihor de stepă
- Spalax arenarius
- Sfrâncioc mare (iernează)
- Lăcustar (migrează)
- Barză neagră (migrează)
- Erete vânăt (iernează)
- Șorecar mare (cuibărește)
- Acvilă de munte (iernează)
- Șoim dunărean (cuibărește)
- Șoim călător (iernează)
- Cocor (migrează)
- Anthropoides virgo (migrează)
- Dropia (iernează)
- Pasărea ogorului (cuibărește)